# Casa de Robert G. Griffith
La Casa de Robert G. Griffith es una casa histórica ubicada cerca de Summit, Alabama, Estados Unidos.

## Historia
La casa de dos pisos en estilo I-house fue construida en 1851 para Robert Griffin Griffith. Como la única I-house primitiva sobreviviente en el condado de Blount, la vivienda es representativa de la residencia de una familia agrícola económicamente cómoda en la región de los Apalaches de Alabama. Fue agregado al Registro de Monumentos y Patrimonio de Alabama el 30 de junio de 1995 y al Registro Nacional de Lugares Históricos el 14 de marzo de 2000.